# Памятник псу Джоку

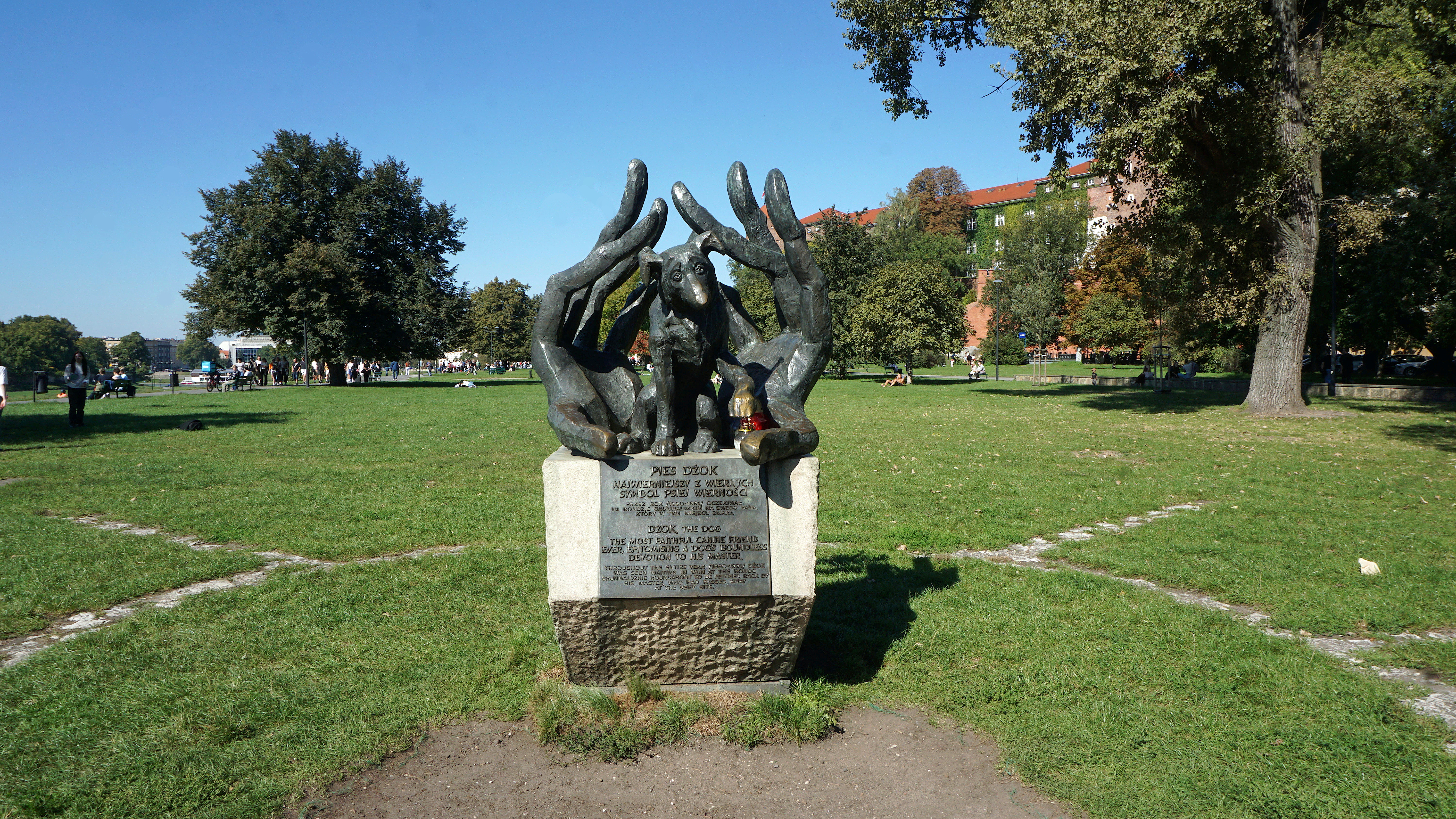

Памятник псу Джоку (пол. Pomnik psa Dżoka) — памятник, находящийся в Кракове на Червенском бульваре между Вавелем и Грюнвальдским мостом. Посвящён кобелю Джоку, который в течение года ожидал своего хозяина, скончавшегося на Грюнвальдском круговом перекрёстке.
Согласно мнению местных жителей Джок был чёрным беспородным псом, хозяин которого скоропостижно скончался возле Грюнвальдского кругового перекрёстка от сердечного приступа. Собака, которую кормили местные жители, ожидала своего хозяина на протяжении 1990—1991 годов. Позднее собаку приютила Мария Мюллер. Женщина скончалась в 1998 году, и собака, убежав из дома, погибла под колёсами поезда.
В создании памятника активное участие приняло краковское Общество защиты и предотвращения жестокого обращения с животными. Несмотря на отсутствие первоначального согласия местных властей на установку памятника, эта организация с помощью средств массовой информации и участия краковской творческой интеллигенции, среди которых были певцы Збигнев Водецкий, Ежи Поломский, Кшиштоф Цуговский и артист Кшиштоф Пясецкий, добилась согласия на установку памятника на Червенском бульваре.
Памятник был установлен 26 мая 2001 года. Автором памятника является польский скульптор Бронислав Хромый.
Памятник изображает собаку, находящуюся внутри ладоней и протягивающую левую лапу человеку. На постаменте находится информационная табличка на польском и английском языках:

Пёс Джок. Самый верный из верных, символ собачей верности. В 1990—1991 годах ожидал на Грюнвальдском круговом перекрёстке своего хозяина, умершего на этом месте.
Оригинальный текст (пол.)Pies Dżok. Najwierniejszy z wiernych, symbol psiej wierności. Przez rok /1990-1991/ oczekiwał na Rondzie Grunwaldzkim na swojego Pana, który w tym miejscu zmarł.

Городские власти планируют переместить памятник псу Джоку на несколько десятков метров, так как на том месте, где он сегодня находится, в будущем планируется соорудить памятник воинам Армии Крайовой.

## Память
История о псе Джоке описана в следующих книгах:
- Барбара Гаврылюк, «Легенда о собачьей верности» (Barbara Gawryluk, Dżok. Legenda o psiej wierności, Łódź, Wydawnictwo Literatura, 2007).
- Кароль Козловский, «Пёс Джок. Вернейший из верных» (Karol Kozłowski, Pies Dżok. Najwierniejszy z wiernych, Kraków, Wydawnictwo SMYK, 2012).